# Bellegarde-en-Diois
Bellegarde-en-Diois là một xã thuộc tỉnh Drôme trong vùng Auvergne-Rhône-Alpes đông nam nước Pháp. Xã Bellegarde-en-Diois nằm ở khu vực có độ cao từ 797-1406 mét trên mực nước biển.